# Jurassic Park (roman)
Jurassic Park este un roman științifico-fantastic din 1990 scris de Michael Crichton. A fost publicat prima dată la 20 noiembrie 1990 de către editura Alfred A. Knopf. O povestire despre ingineria genetică, prezintă prăbușirea unui parc de distracții cu dinozauri recreați genetic pentru a ilustra conceptul matematic al teoriei haosului și al implicațiilor sale reale. O continuare intitulată The Lost World (Lumea pierdută) a fost publicată în 1995. În 1997, ambele romane au fost reeditate ca o singură carte intitulată Michael Crichton's Jurassic World, fără legătură cu  filmul cu același nume din 1993 regizat de Steven Spielberg.